# Восход (Колыванский район)
Восхо́д — посёлок в Колыванском районе Новосибирской области. Входит в состав Пихтовского сельсовета.

## География
Площадь посёлка — 48 гектаров.

## Население
| 2002 | 2007 | 2010 |
| ---- | ---- | ---- |
| 59   | ↗67  | ↘33  |

## Инфраструктура
В посёлке по данным на 2007 год отсутствует социальная инфраструктура.